# 维尔萨姆
维尔萨姆（法語發音：[vjɛlsalm]）是比利时瓦隆大区盧森堡省巴斯托涅区的一个市镇，北与列日省接壤，通行法语，是比利时法语社群的一部分，面积39.76平方千米，人口7,821人（2018年1月1日）。

## 友好城市
- 法國 布吕耶尔